# Maxine Sanders

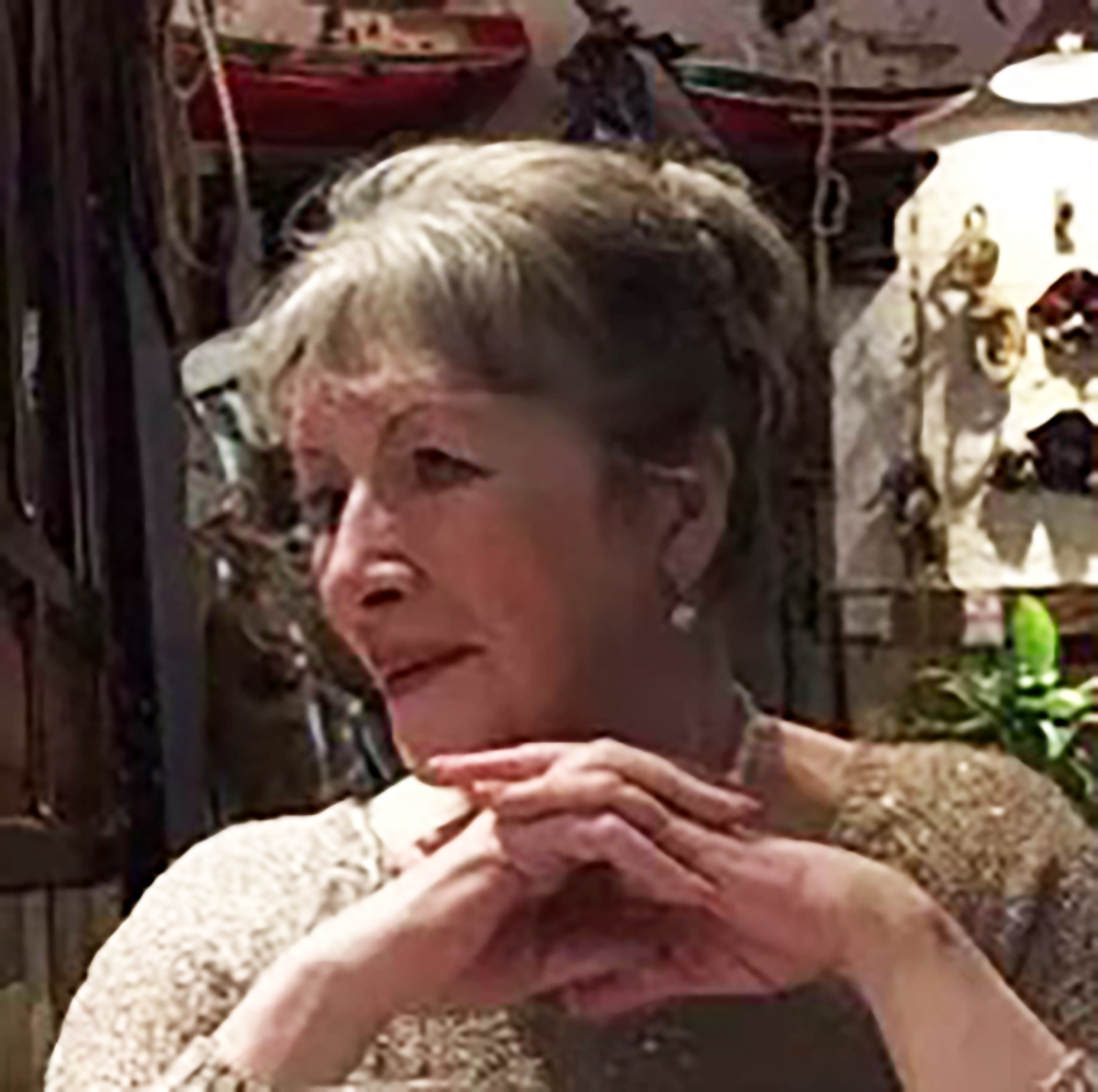
Maxine Sanders, cuyo nombre de nacimiento es Arline Maxine Morris

Maxine Sanders, cuyo nombre de nacimiento es Arline Maxine Morris, es una miembro prominente de la religión Wicca y cofundadora junto a su exesposo, Álex Sanders, de la tradición Wicca alejandrina.

## Su vida
Maxine fue educada en St. Joseph, Mánchester, Reino Unido. A los catorce años de edad fue presentada al carismático Álex Sanders, sin embargo, actualmente se dice que Maxine lo conoció de niño. Dos años más tarde, a los dieciséis años de edad, mientras era estudiante en un colegio de secretariado, fue iniciada en el coven de Álex Sanders. Maxine y Álex llevaron a cabo su boda ("handfast") más tarde ese mismo año.
En enero de 1966 unas fotografías de Maxine desnuda, con otros miembros del coven de Sanders, fueron publicadas en un diario sensacionalista local, "The Comet", y extensamente publicadas en periódicos. El interés de la prensa en Maxine y Álex fue después de eso, intenso. Maxine fue acosada por un paparazzo y sujeto de una considerable denigración local. Poco después de eso, su madre murió. Maxine abandonó sus estudios; en 1967 realizó su matrimonio civil con Álex y se mudó a un apartamento en un sótano cerca de Notting Hill Gate en Londres. Ese mismo año nació su hija Maya y en 1972 nació su hijo Víctor. Alrededor de esa época los Sanders se separaron. 
Los Sanders vinieron a ser una familia conocida durante los últimos años de la década de los '60 y principios de los '70. La publicidad constante en los medios, invitaciones a apariciones en programas de entrevistas televisivas, y compromisos de hablar al público los dirigió a un número de contratos en grabaciones, películas y libros. Una grabación de la iniciación de Janet Owen, fue publicada en 1970. El coven de los Sanders apareció también en "Legend of the Witches" (Leyenda de las Brujas)(1970), "Witchcraft '70" (Brujería '70) (1970) y "Secret Rites" (Ritos Secretos) (1971). Una biografía sobre Álex Sanders apareció en 1969, se titulaba "King of the Witches" (Rey de los Brujos) y fue escrita por June Johns. Biografías de Maxine aparecieron en 1976 y 1977, se titulaban "Maxine: The Witch Queen" (Maxine: La Bruja Reina) y "The Ecstatic Moter" por Richard Deutch. Fotos publicadas de Maxine y Álex aparecieron en reconocidas publicaciones, trayendo dramáticamente la brujería, sus prácticas y realidad a la conciencia global.
Maxine permaneció en el apartamento de Londres donde, por muchos años, continuó operando el coven y enseñando el Arte. Más recientemente se mudó de la ciudad a un ambiente rural.Aunque retirada del trabajo formal de enseñar, todavía viaja y da conferencias.